# 吉布斯敦 (新澤西州)
吉布斯敦（英語：Gibbstown）是位於美國新澤西州格洛斯特縣的普查規定居民點。

## 人口
根據2020年美國人口普查的數據，吉布斯敦的面積為4.25平方千米，皆為陸地。當地共有人口3822人，而人口密度為每平方千米899.29人。